# Bruno Messina
Pour les articles homonymes, voir Messina.
Bruno Messina, né le 18 mai 1971 à Nice, est un musicien, écrivain et responsable culturel français. Directeur de l'EPCC Arts en Isère Dauphiné Alpes, il porte notamment le festival Berlioz et le festival Messiaen au pays de la Meije.

## Biographie

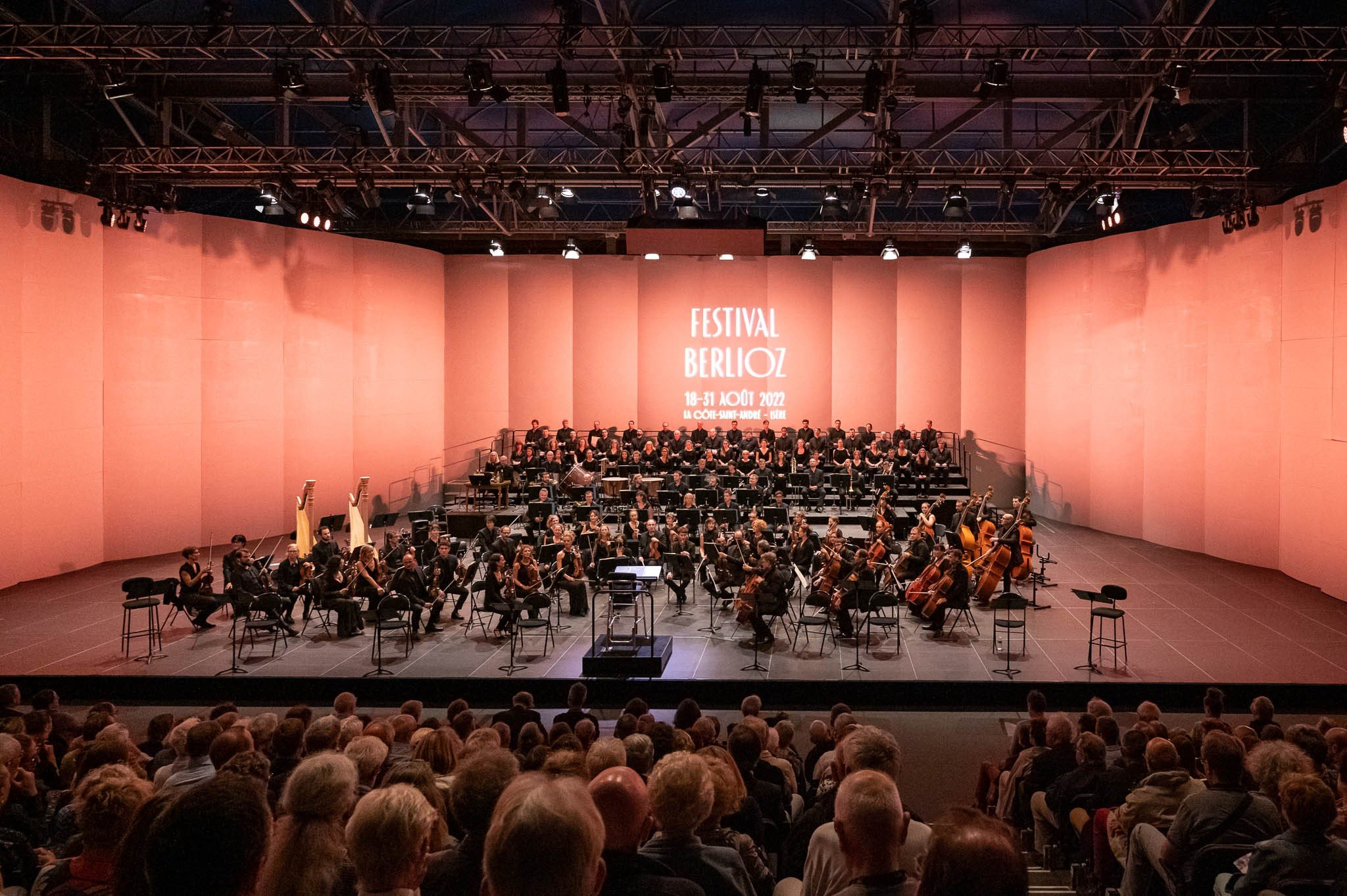
Bruno Messina est le directeur artistique du festival Berlioz à La Côte-Saint-André depuis 2009.

Bruno Messina naît le 18 mai 1971 à Nice. D'abord trompettiste, il suit des études musicales au conservatoire de Nice puis dans la classe de Pierre Thibaud au Conservatoire national supérieur de musique de Paris, où il étudie aussi le jazz dans la classe de François Jeanneau. Il poursuit sa formation musicale avec le gamelan javanais au PPPG Kesenian de Yogyakarta puis l'ethnomusicologie à l'Université Paris-Sorbonne où il obtient un DEA sous la direction de François Picard. Il intègre ensuite l'École pratique des hautes études pour préparer un doctorat sous la direction de Cécile Reynaud.
Lauréat du prix Villa Médicis hors-les-murs en 1992 (Java, Indonésie), il mène conjointement une activité de musicien, de chercheur, d’enseignant et de directeur artistique.
Intermittent du spectacle puis chargé de mission au sein de la Délégation à la musique et à la danse des Alpes-Maritimes, il devient directeur artistique de la Maison de la Musique de Nanterre (scène conventionnée) en 2004, puis directeur général et artistique de l'établissement public de coopération culturelle AIDA (Arts en Isère Dauphiné Alpes), au sein duquel il dirige depuis 2008 de nombreux événements culturels dont le festival Berlioz et le festival Messiaen au pays de la Meije. Il assure également la direction artistique du Musée Hector-Berlioz à La Côte-Saint-André en Isère.
Parallèlement, Bruno Messina a été professeur associé d'ethnomusicologie au Conservatoire national supérieur de musique et de danse de Paris de 2004 à 2015 et professeur d'histoire de la musique et art et civilisation au Conservatoire national supérieur de musique et de danse de Lyon (2013-2014). Il est l'invité de plusieurs universités pour des conférences ou des cours, notamment à Buenos Aires en Argentine, Santiago au Chili et São Paulo au Brésil.
Ponctuellement sollicité en tant que conseiller artistique, notamment par les Musicales Actes Sud et le Musée national des Arts asiatiques - Guimet, il a été directeur artistique de la 26e édition du Festival de Fès des musiques sacrées du monde en 2022, au Maroc.
Médiateur pour la musique auprès de la Fondation de France dans le cadre du dispositif des Nouveaux commanditaires, il est actif dans le champ de la création contemporaine et sollicite de nombreuses commandes. De 2018 à 2020, il est président de MFA - Musique Française d'Aujourd’hui, succédant à Michel Fano. Il intègre ensuite le conseil d'administration de la Maison de la musique contemporaine.
Bruno Messina est membre du conseil d'administration de l'Orchestre de chambre de Paris. Il a aussi été membre des CA de l'orchestre Les Siècles, de l'ensemble TM+, de la Fédération des associations de musiques et de danses traditionnelles, du festival les Détours de Babel, de la Fabrique Opéra et de l'Orchestre d'Auvergne.
En 2019, il porte la commémoration nationale Berlioz 2019 à l'occasion du 150e anniversaire de la mort du compositeur.
En 2021, il est nommé membre du comité artistique Mondes Nouveaux dans le cadre du Plan de Relance mis en place par le Gouvernement.
Il est le frère de Patrick Messina, 1re clarinette solo de l'Orchestre national de France et menant également une carrière de soliste-concertiste-chambriste.

## Distinctions
- Grand Prix Antoine Livio de la Presse Musicale Internationale (2021)[18]
- Chevalier de l'ordre des Arts et des Lettres (2019)[19]
- Chevalier de l'ordre national du Mérite (2017)[20]
- Médaille du tourisme - bronze (2015)[21]
- Médaille de la Berlioz Society (2024)

## Écrits
Romans et autres textes
- Opéra de Zad Moultaka, 2025, La Passion selon les enfants (livret), opéra de Zad Moultaka, 2025

- Feu saint Antoine (roman), Arles, Actes Sud, 3 avril 2024, 256 p.  (ISBN 978-2-330-18955-6), [lire en ligne]

- Opéra de Zad Moultaka, 2023, Hercule, dernier acte (livret), opéra de Zad Moultaka, 2023
- 43 feuillets (roman), Arles, Actes Sud, 1er juin 2022, 187 p. (ISBN 978-2-330-16625-0, lire en ligne)
- Berlioz (biographie), Arles, Actes Sud, 2018, 205 p. (ISBN 978-2-330-11437-4, BNF 45627544)

Publications scientifiques et universitaires
- « Olivier Messiaen, de terre et de ciel », dans Franck Médioni (dir.), Les mots de la musique, 222 musiciens du XXe siècle par 222 écrivains, Fayard, 2024[22]
- Avant-propos de Bruno Messina, dans ouvrage collectif, Cécile Reynaud et Gisèle Séginger (dir.), L'épopée au siècle de Berlioz, Editions Le Passage, 2024
- « Berlioz et les Dauphinois de Paris », dans ouvrage collectif, Cécile Reynaud (dir.), Berlioz et Paris, Arles, Actes Sud / Palazzetto Bru Zane, 2023
- Avant-propos de Bruno Messina, dans ouvrage collectif, Cécile Reynaud et Gisèle Séginger (dir.), Berlioz, Flaubert et l'Orient, Editions Le Passage, 2022, Prix René Dumesnil 2022 de l'Académie des Beaux-Arts
- « D'un monde l'autre... Extension du domaine musical et ethnomusicologie autour de 1950 en France », dans Laurent Feneyrou et Alain Poirier (dir.), De la Libération au Domaine musical - Dix ans de musique en France (1944-1954), Librairie Philosophique J. Vrin, 2018
- « La petite maison de Messiaen », dans Claude Samuel (dir.), Olivier Messiaen - Musicien en Dauphiné, Grenoble, Patrimoine en Isère, 2016
- « Entretien avec Bruno Messina », dans Rémy Campos, Le Conservatoire de Paris et son histoire, une institution en questions, Paris, L'Œil d'or, 2016 (ISBN 978-2-913661-79-0, BNF 45109603)
- « Tristes topiques. Un point de vue festivalesque », Cahiers d'ethnomusicologie, no 27,‎ 2014 (lire en ligne)
- « À propos de l'enfance d'Hector : quelques images sonores, étranges et fantastiques », dans Luc Charles-Dominique, Yves Defrance et Danièle Pistone, Fascinantes Étrangetés. La découverte de l'altérité musicale en Europe au XIXe siècle. Actes du Colloque de la Côte-Saint-André (38) 24-27 août 2011, Paris, Éditions L'Harmattan, coll. « Anthropologie et musiques », 2014 (ISBN 978-2-343-03279-5, BNF 43794108, présentation en ligne)
- « Berlioz, le montagnard exilé », L'Alpe. Des paysages et des hommes, no 64,‎ 2014 (présentation en ligne)
- « Vers les chutes et le large », dans Composer le monde, transculturalité en œuvres, Grenoble, CIMN L'empreinte digitale, 2013
- « Les paysages sonores du Dauphiné-Berlioz », dans Paysages sensoriels, essai d'anthropologie de la construction et de la perception de l'environnement sonore, Comité des travaux historiques et scientifiques, coll. « Collection orientations et méthodes », 2013, chap. 26
- « Promenade musicale dans les paysages javanais », Indonésie, les sons d'un archipel. Le Banian, no 15,‎ 2013 (présentation en ligne)[23]
- Avec Michel Plisson, « Écrit/Oral : Une équation irréductible - De l’écriture des musiques non-écrites en ethnomusicologie », Revue du conservatoire de paris, no 1,‎ 2013 (lire en ligne)
- « Une histoire ethnomusicologique. Entretien avec Luc Charles-Dominique », La vie d'artiste. Cahiers d’ethnomusicologie, no 25,‎ 2012 (lire en ligne)
- Hector Berlioz (préf. Bruno Messina), Les soirées de l'orchestre, Lyon ; Venise, Symétrie ; Palazzetto Bru Zane, 2012, 449 p. (ISBN 978-2-914373-89-0, BNF 42705561)
- De maître à maître : vingt-cinq ans de formation continue, essai sur 25 ans de formation continue des professeurs de musique et de danse en région Ile-de-France, Paris, Ariam Île-de-France, 2011, 159 p. (ISBN 2-904174-64-8, BNF 44396191)
- « Un hymne alpin. Le Ranz des vaches », L'Alpe. Ah la vache !, no 48,‎ 2010 (présentation en ligne)
- « Bruit et musique : discriminations, interactions, influences, l’exemple des musiques du monde », dans Agrégations de musique et Capes externe d’éducation musicale, CNED, 2007
- Ouvrage collectif, Bruno Messina (dir.), Zéphirin Castellon, Siblar e Cantar en Vesubia, Modal/FAMDT/Adem 06, 2007
- Avec Jérôme Cler, « Musiques des minorités, Musiques mineures, Tiers-musical », Identités musicales, Cahiers d'ethnomusicologie, no 20,‎ 2007 (lire en ligne)
- « Le Tiers-Musical », Musique et Globalisation, revue Filigrane,‎ 2007 (lire en ligne)
- « Aucun apprentissage n’évite le voyage », Musique et cultures, revue Recherche en Éducation Musicale, Québec, Université Laval, no 26,‎ 2007 (lire en ligne)